# آخايا
آخايا (باليونانية: Αχαΐας)‏ هي إحدى الوحدات الإقليمية لليونان وأهم مدنها:
- إيغيو
- باتراس
- أكراتا
- أكتيو

## أعلام
- أخائيكوس
- أنجيلوس تساميس